# Leninbeeld (Merseburg)

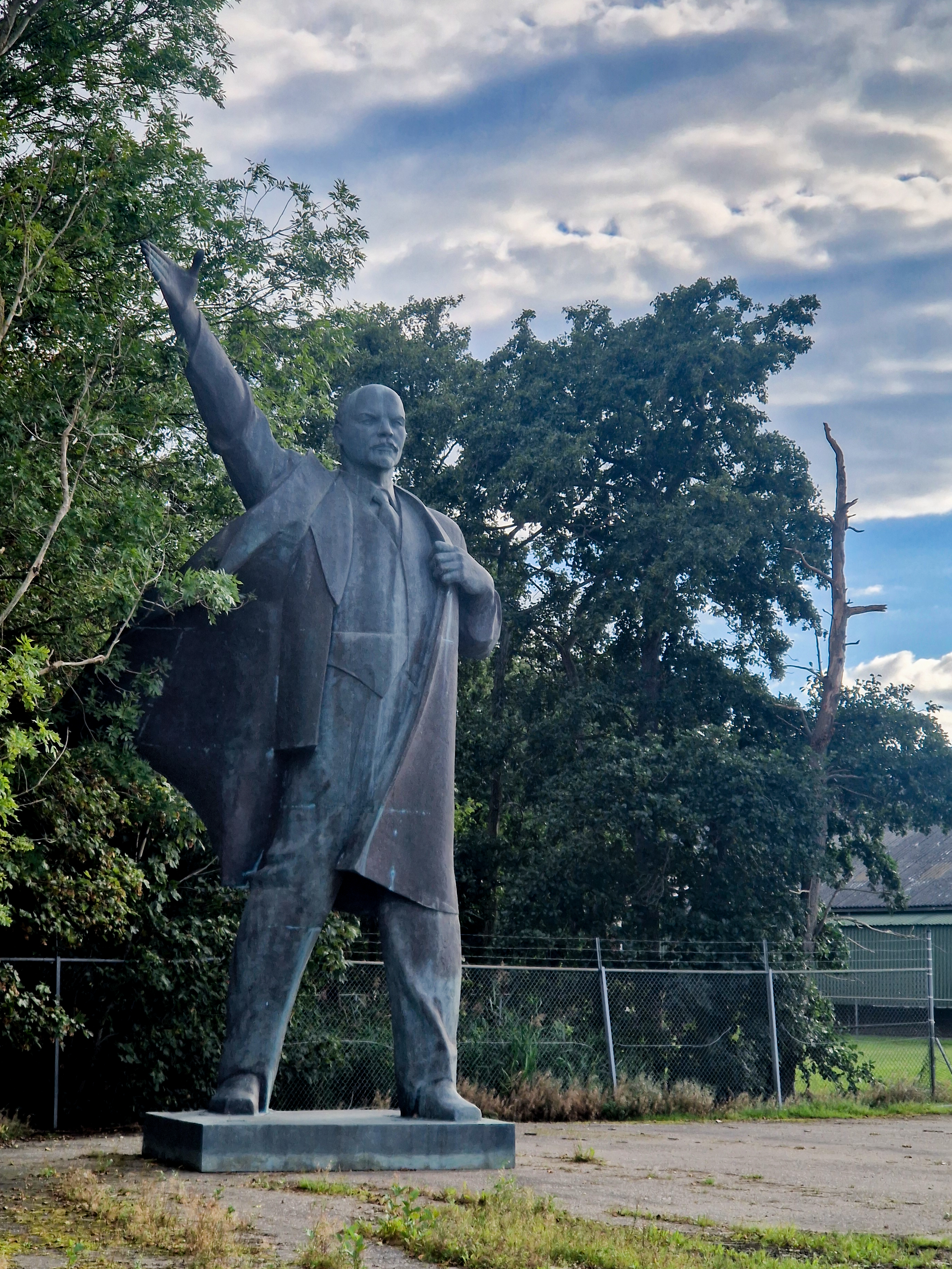
Het standbeeld van Lenin op het erf van Koop in Tjuchem (2024)

Het Leninbeeld van Merseburg is een 9 meter hoog bronzen standbeeld van communistenleider Vladimir Lenin dat tot 1991 in de Oost-Duitse stad Merseburg stond. In de jaren 1990 werd het beeld naar Nederland gehaald door de Groningse ondernemer Henk Koop. Het is voor zover bekend het enige beeld van Lenin in Nederland.
Het beeld weegt 14.000 of 17.000 kilo en staat sinds 2023 op het erf van een boerderij van Henk Koop in het dorp Tjuchem. Het beeld in de stijl van het socialistisch realisme toont Lenin als de wegwijzer van het communisme.

## Geschiedenis

### Merseburg
Het standbeeld werd in 1971 gemaakt door Russische kunstenaars. Het is een exacte kopie van het Leninbeeld op het Leninplein (Площадь Ленина) tegenover het Gostiny Dvor van de stad Oefa, in de Russische deelrepubliek Basjkirostan (Basjkortostan), dat in 1967 werd geplaatst op dit Leninplein naar ontwerp van kunstenaar Michail Baboerin met medewerking van Galina Levitskaja en architecten Jevgeni Koetyrev en G.I. Gavrilov. In 1971 werd als teken van vriendschap deze kopie op de boulevard aan de noordoostelijke uithoek van het Vorderer Gotthardteich in Merseburg geplaatst met ondersteuning van de Duitse architect Gerhard Berndt. Op 20 juni 1971 werd het beeld onthuld. Het was een van de grootste Leninbeelden van de DDR.

### Lenin komt naar Groningen
Na Die Wende werd het beeld op 12 oktober 1991 van zijn sokkel gehaald en eerst maar in een hangar bij de voormalige militaire Sovjet-luchtmachtbasis Flugplatz Merseburg geplaatst. Daar bleef het beeld een aantal jaar liggen totdat de Groninger ondernemer Henk Koop (van het bedrijf Koop Tjuchem) in 1997 dit vliegveld kocht.
Volgens Koop wilde burgemeester Glintz ervan af en adviseerde Koop hem om het beeld onder te brengen in een culturele stichting en het via die stichting voor 2000 Duitse Mark door te verkopen aan Koop. Koop vervoerde het beeld vervolgens per dieplader naar een van zijn boerderijen in Tjuchem om hem daar neer te zetten op zijn erf. Hij verklaarde deze actie aanvankelijk als een soort waarschuwing tegen het communisme (en dan met name de collectieve landbouw) en later als een waarschuwing tegen de 'onderdrukkende bureaucratie uit Brussel tegen de boeren in de regio'.
De komst van het beeld trok mede door zijn enorme grootte al snel veel belangstelling. Er kwamen meteen veel toeristen naar Tjuchem.
De oudejaarsvereniging van het Friese Oosterwolde besloot het beeld als oudejaarsstunt eind 1997 te ontvoeren. De oudejaarsvereniging van Tolbert had hetzelfde plan, maar kwam erachter dat het beeld al op weg was naar Oosterwolde. Met hulp van de politie wisten ze de dieplader te kapen bij Leek om deze vervolgens toch naar hun eigen dorp te krijgen. Vervolgens werd het beeld ook naar Oosterwolde gebracht om daar op het 'Rode Plein' (rode steentjes) te worden gezet. Een plan van een aantal ondernemers uit Oosterwolde om het beeld over te nemen strandde echter omdat burgemeester Hans Lesterhuis van Ooststellingwerf het beeld te groot vond en de aankoopprijs van ongeveer 100.000 gulden te hoog werd gevonden.

### Op tournee door Nederland
Koop leende het beeld vervolgens regelmatig uit:
- in 2000 werd het geplaatst op een kunstmanifestatie van Hans van Houwelingen in het Noorderplantsoen in Groningen. Van Houwelingen liet 40 ton aardappels rond het beeld storten als beeld van 'Lenin die de hongerigen voedt'[10], die voorbijgangers vervolgens tegen het beeld mochten gooien.[11] Het beeld raakte beschadigd tijdens het transport.
- van 2009 tot 2010 stond het beeld op een expositie over het leven in Oost-Duitsland in het museum TwentseWelle in Enschede.
- in 2010 werd het bij wijze van bruikleen bij het bronnenbad van kuuroord Fontana in Bad Nieuweschans geplaatst om op ludieke wijze de rol van de communisten in de streek weer te geven.[12]
- tussen 2012 en 2013 stond het beeld aan de kop van de Vaart in Assen om reclame te maken voor de tentoonstelling 'De Sovjet Mythe' in het Drents Museum. Het beeld werd hiervoor middels een speciaal drie dagen durend Defensietransport vervoerd.[13] Een bezoek van koning Willem Alexander werd in 2013 speciaal omgeleid omdat de organisatie vond dat de koning niet in een gênante situatie terecht mocht komen.[14] Vervolgens werd het beeld weer teruggebracht naar Fontana.

In 2019 kreeg Fontana een nieuwe eigenaar, die het beeld niet meer vond passen bij het bedrijfsconcept. Daarop verplaatste Koop het beeld naar een braakliggend perceel op een bedrijventerrein van Koop's zoon aan de Industrieweg in Zuidbroek. Daar stond het een aantal jaar naast een afgebrande loods. In 2023 besloot Koop het weer terug te halen naar zijn oorspronkelijke plek bij zijn boerderij in Tjuchem. Ditmaal echter in een enigszins verborgen hoekje van zijn erf.

### Belangstelling
Vanuit het Oldambt is vanuit meerdere partijen belangstelling getoond voor het beeld. Vaak wordt daarbij gesproken over een plek aan de Hamer en Sikkellaan bij Nieuw-Beerta. De Verenigde Communistische Partij ziet het beeld het liefst op een rotonde bij de afslag vanaf de A7 naar Blauwestad. Koop heeft tot op heden echter geen belangstelling getoond voor een mogelijke verkoop. In 2024 stelde hij dat het hem -verwijzend naar de op dat moment geldende bronsprijs- in elk geval voldoende geld moet opleveren en dat hij het anders nalaat aan zijn kleinkinderen met de uitspraak: 'Als ze hem omsmelten, dan smelten ze hem om'.

## Afbeeldingen

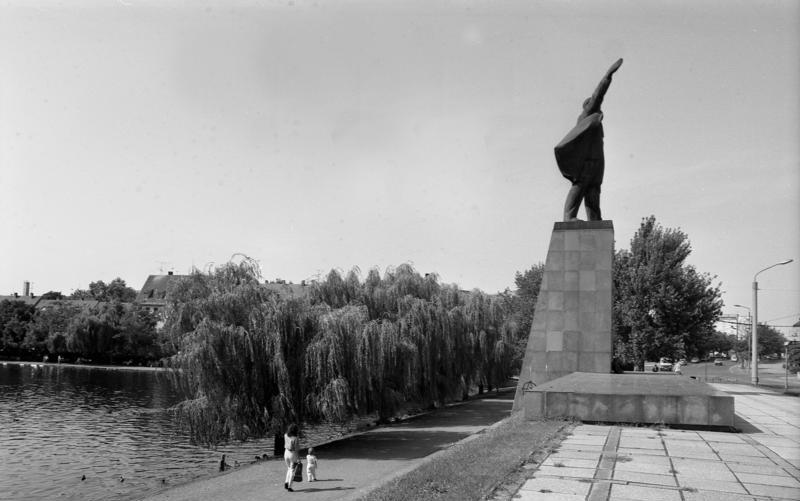
Leninbeeld op zijn oorspronkelijke locatie in Merseburg (1991)
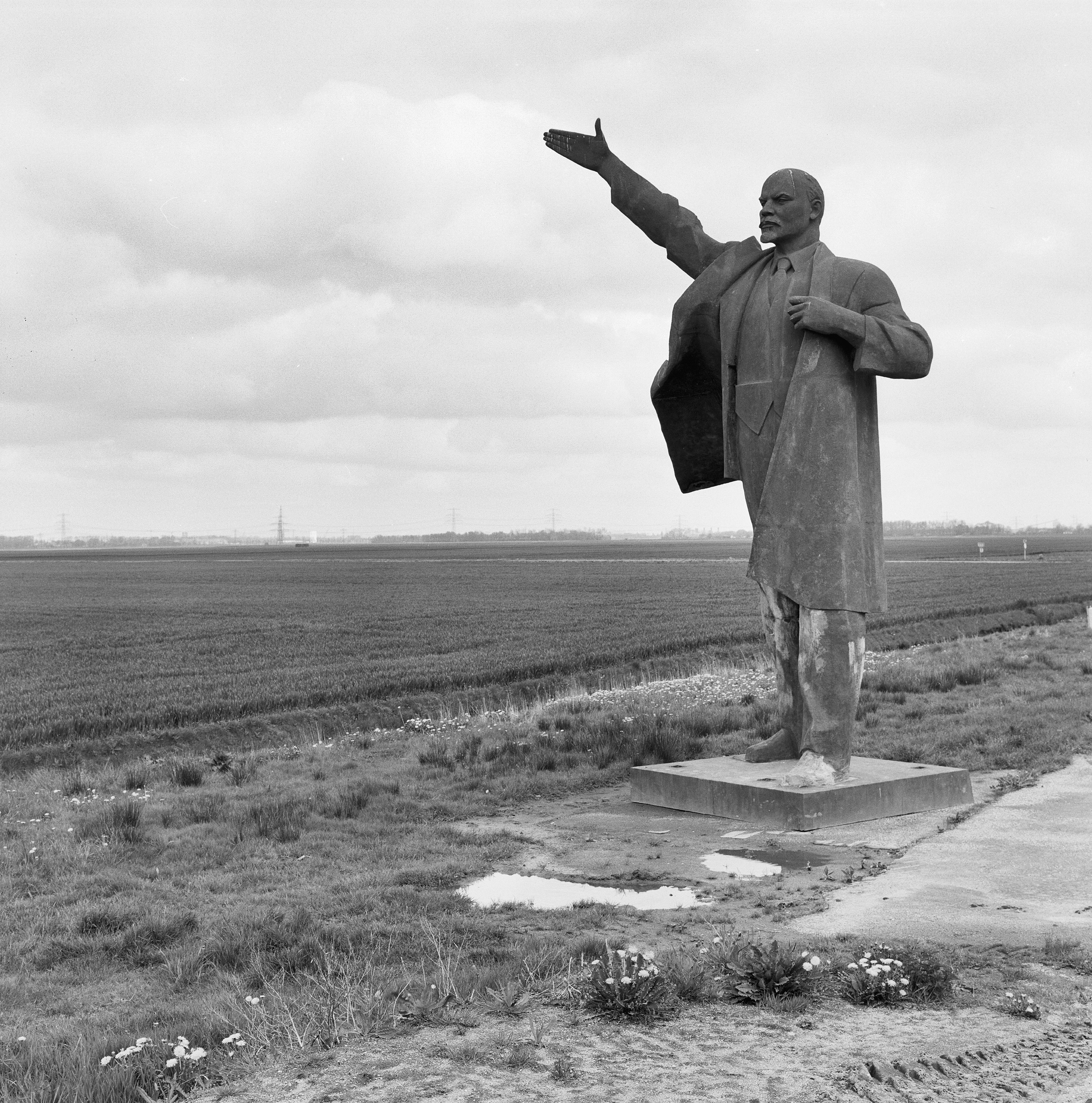
Leninbeeld in Tjuchem (1998)
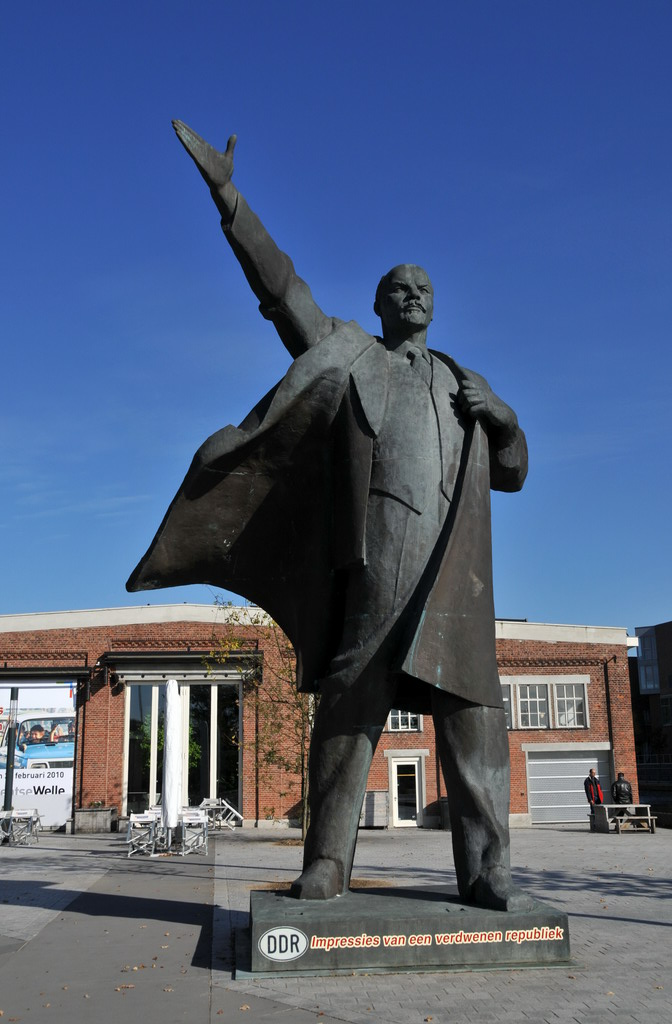
Leninbeeld bij het museum Twentse Welle (2009)
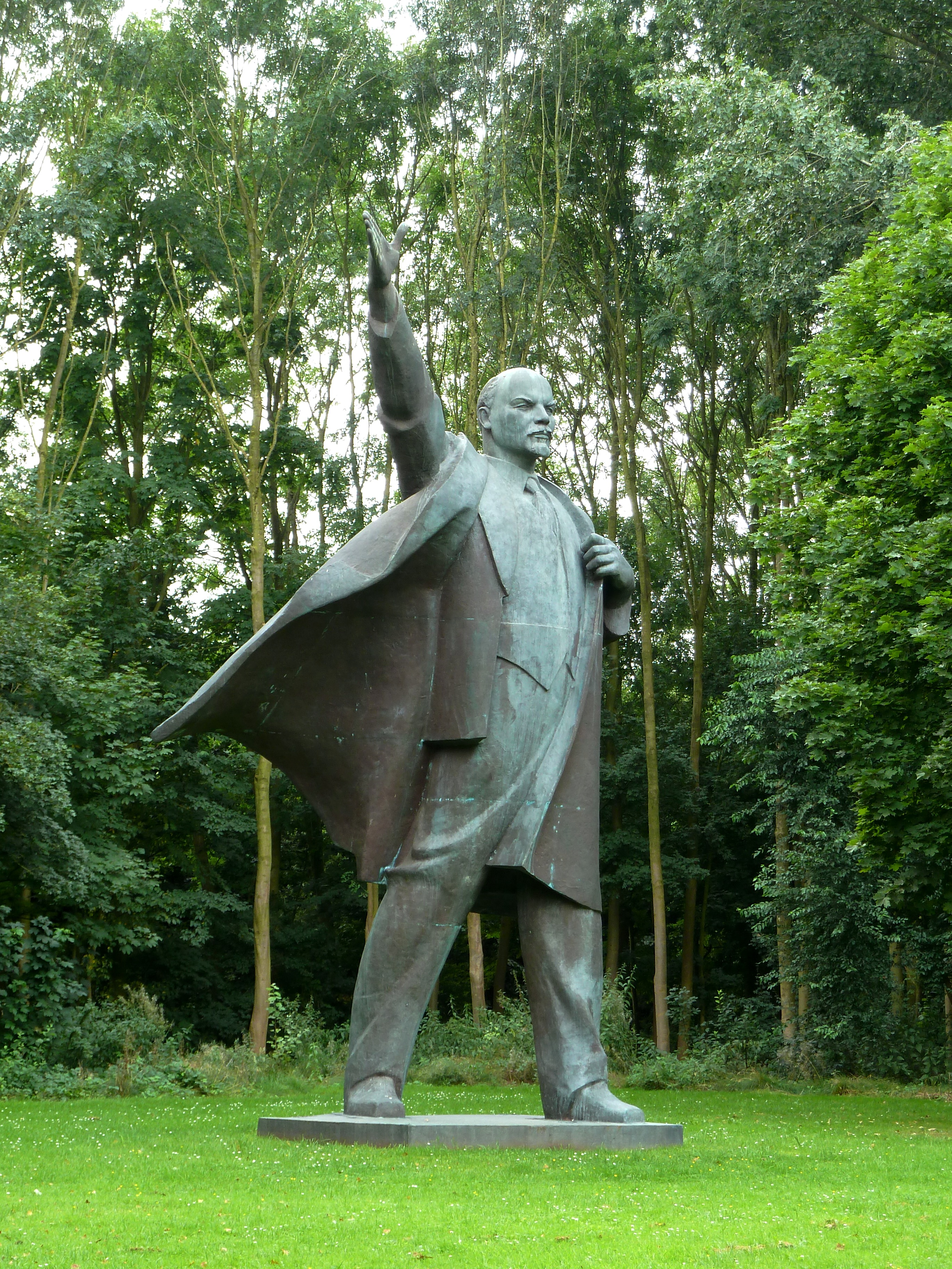
Het Leninbeeld bij het bronnenbad van Fontana in Bad Nieuweschans (2012)
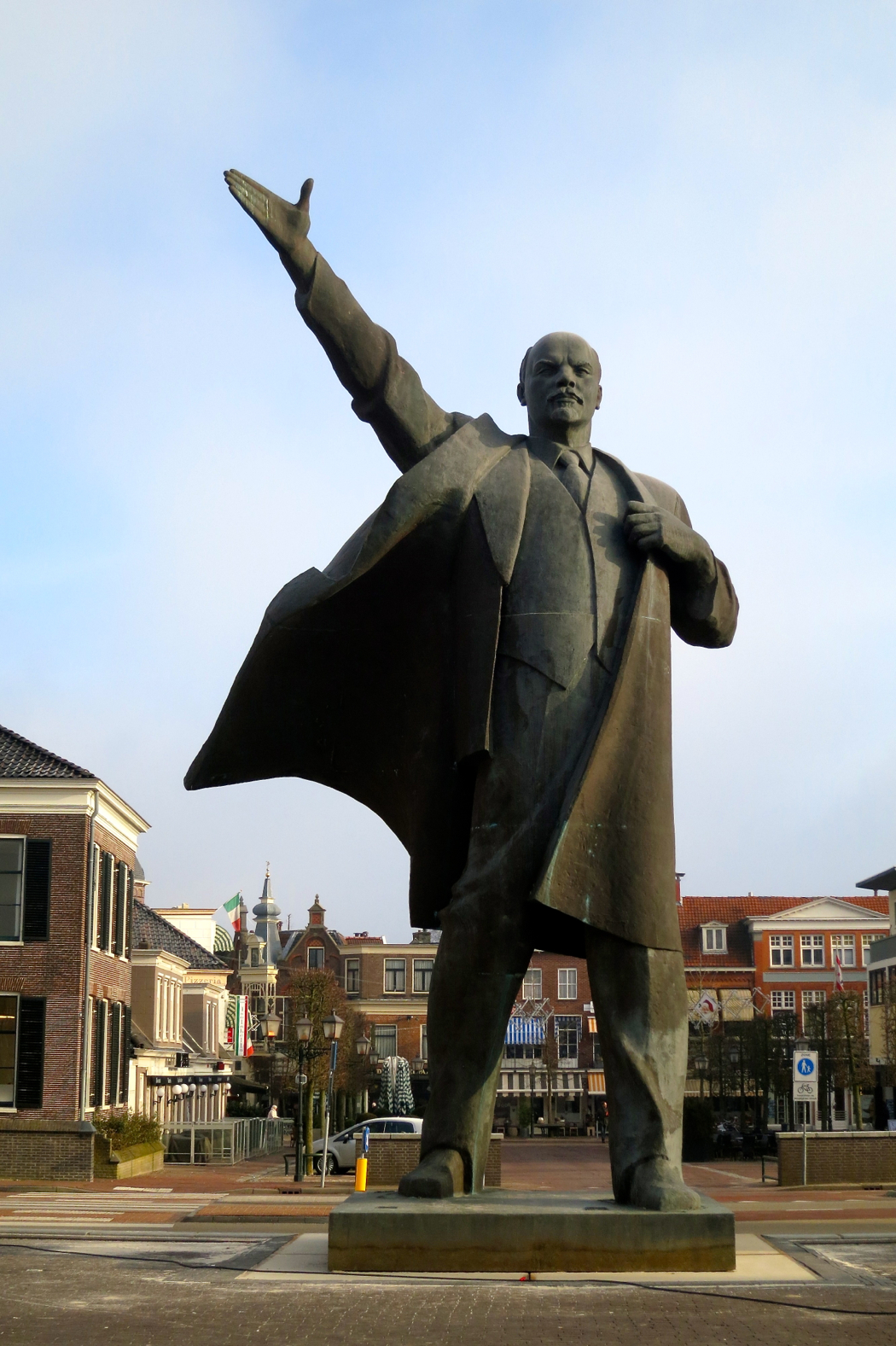
Lenin in Assen gezien vanaf de Vaart (2013)
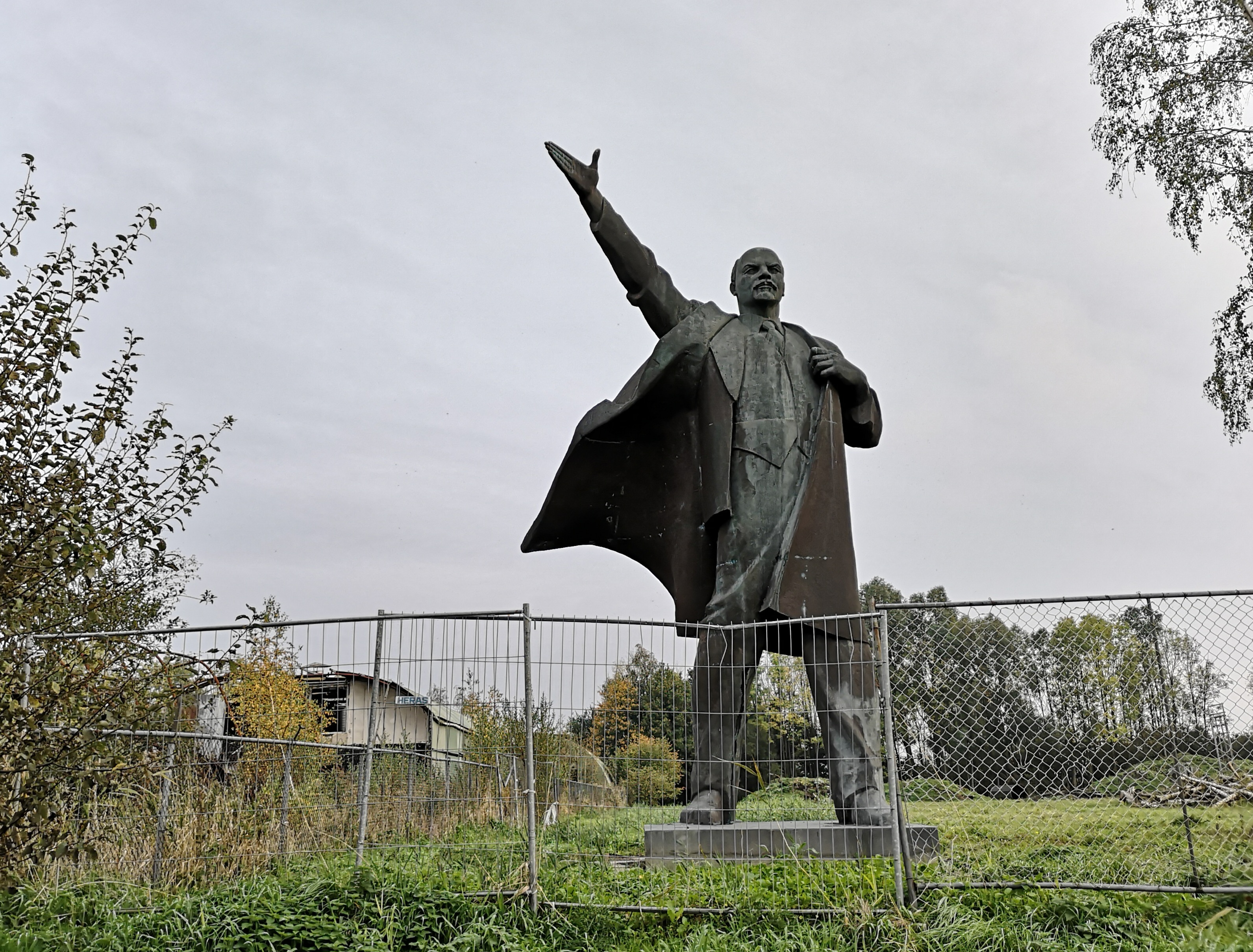
Lenin naast een afgebrande loods op een bedrijventerrein bij Zuidbroek (2019)
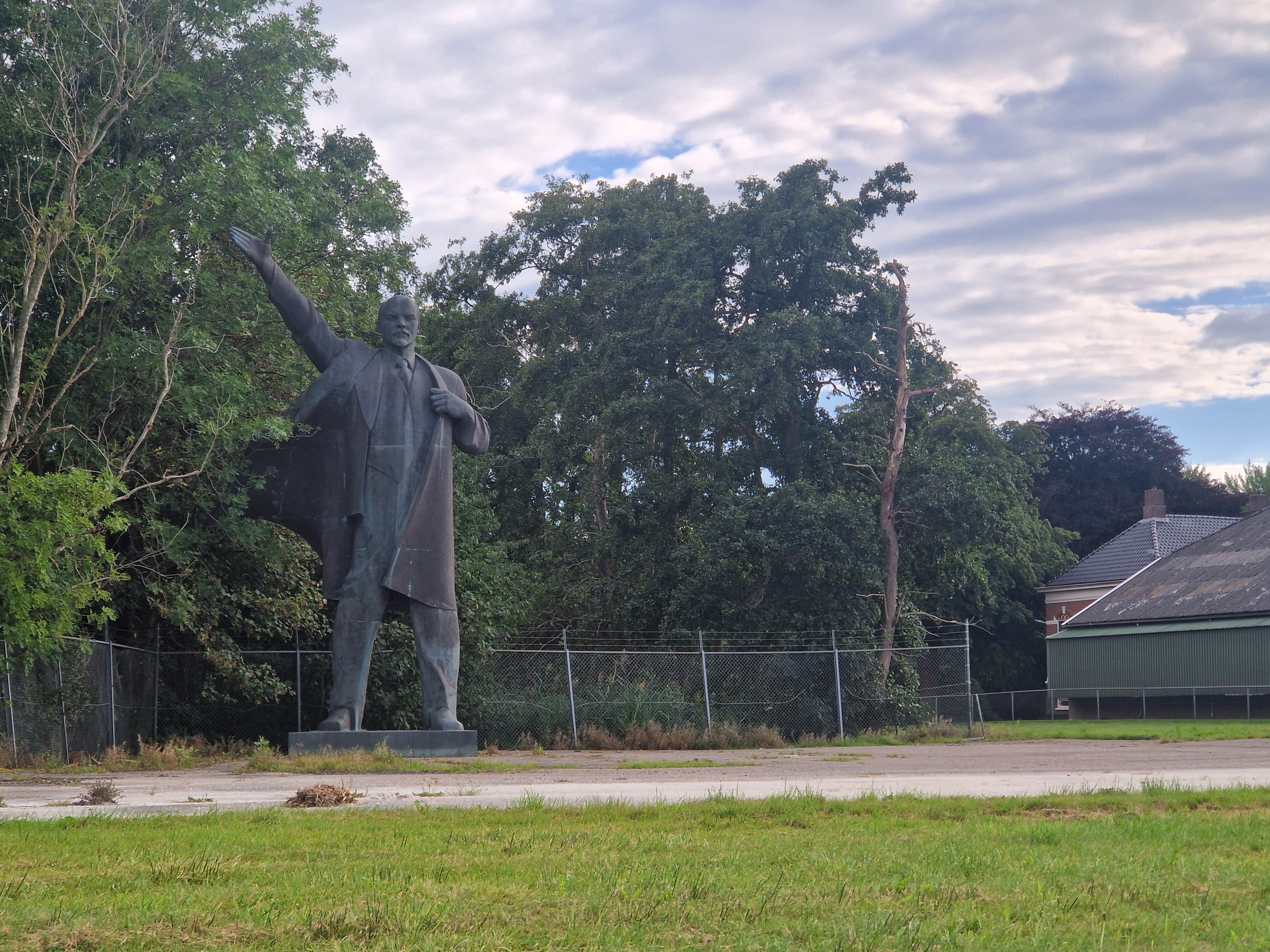
Lenin terug in Tjuchem (2024)